# قيزلرديار
قيزلرديار (بالفارسية: قیزلر) هي قرية تقع في غلستان في إيران. يقدر عدد سكانها بـ 427 نسمة .